# راندي واين وايت
راندي واين وايت (بالإنجليزية: Randy Wayne White)‏ (1950، آشلاند في الولايات المتحدة)؛ روائي أمريكي.